# Ocyptamus fraternus
Ocyptamus fraternus är en tvåvingeart som beskrevs av Jacques-Marie-Frangile Bigot 1884. Ocyptamus fraternus ingår i släktet Ocyptamus och familjen blomflugor. Inga underarter finns listade i Catalogue of Life.